# Comuna de Ustrzyki Dolne
Ustrzyki Dolne (polaco: Gmina Ustrzyki Dolne) é uma gminy (comuna) na Polónia, na voivodia de Subcarpácia e no condado de Bieszczadzki. A sede do condado é a cidade de Ustrzyki Dolne.
De acordo com os censos de 2004, a comuna tem 17 714 habitantes, com uma densidade 37,1 hab/km².

## Área
Estende-se por uma área de 477,7 km², incluindo:
- área agricola: 31%
- área florestal: 62%

## Demografia
Dados de 30 de Junho de 2004:
|                      | Total   | Total | Mulheres | Mulheres | Homens  | Homens |
| -------------------- | ------- | ----- | -------- | -------- | ------- | ------ |
|                      | pessoas | %     | pessoas  | %        | pessoas | %      |
| População            | 17 714  | 100   | 8982     | 50,7     | 8732    | 49,3   |
| Densidade (pop./km²) | 37,1    | 100   | 18,8     | 18,8     | 18,3    | 18,3   |

De acordo com dados de 2002, o rendimento médio per capita ascendia a 1335,49 zł.

## Comunas vizinhas
- Bircza, Czarna, Fredropol, Olszanica, Solina